# Лефевр, Ипполит
Ипполит Жюль Лефевр (фр. Hippolyte Jules Lefèbvre; 4 февраля 1863, Лилль — 22 сентября 1935, Аркёй) — французский скульптор и медальер.

## Биография
Родился в 1863 году в Лилле (в департаменте Нор) в простой рабочей семье.
Учился ремеслу скульптора сперва в школе изящных искусств Лилля, а затем — в Высшей школе изящных искусств Парижа, где его основными наставниками были Жюль Кавелье, Луи Эрнест Барриа и Жюль Кутан.
В 1887 году дебютировал на ежегодном Салоне французских художников, и в дальнейшем выставлялся там регулярно.
Дважды, в 1888 и 1891 годах, получал Римскую премию в области скульптуры второй степени, и только в 1892 году, с третьей попытки, завоевал Римскую премию первой степени. После этого, по условиям премии, получил возможность отправиться в Рим, где несколько лет, в 1890-е годы, жил и работал на Вилле Медичи, где располагалась Французская академия.
Вернувшись во Францию, Лефевр завоевал золотую медаль на Всемирной выставке 1900 года в Париже, после чего продолжил успешную карьеру скульптора.
Среди работ Лефевра выделяются, в частности, надгробия нескольких французских католических религиозных деятелей, решённые в торжественном стиле, отсылающем к образцам XVII столетия, но осовремененные соразмерно вкусам эпохи. 
Автор парных конных статуй Жанны д’Арк и Святого Людовика (базилика Сакре-Кёр, Монмартр). 
Академик (действительный член) Академии изящных искусств Франции по секции скульптуры (1920).
Офицер ордена Почетного легиона (1925).
Скончался скульптор Лефевр в 1935 году в Аркёе. Его именем названы улица в Лилле и набережная в Мондвиле (в департаменте Кальвадос).

## Галерея

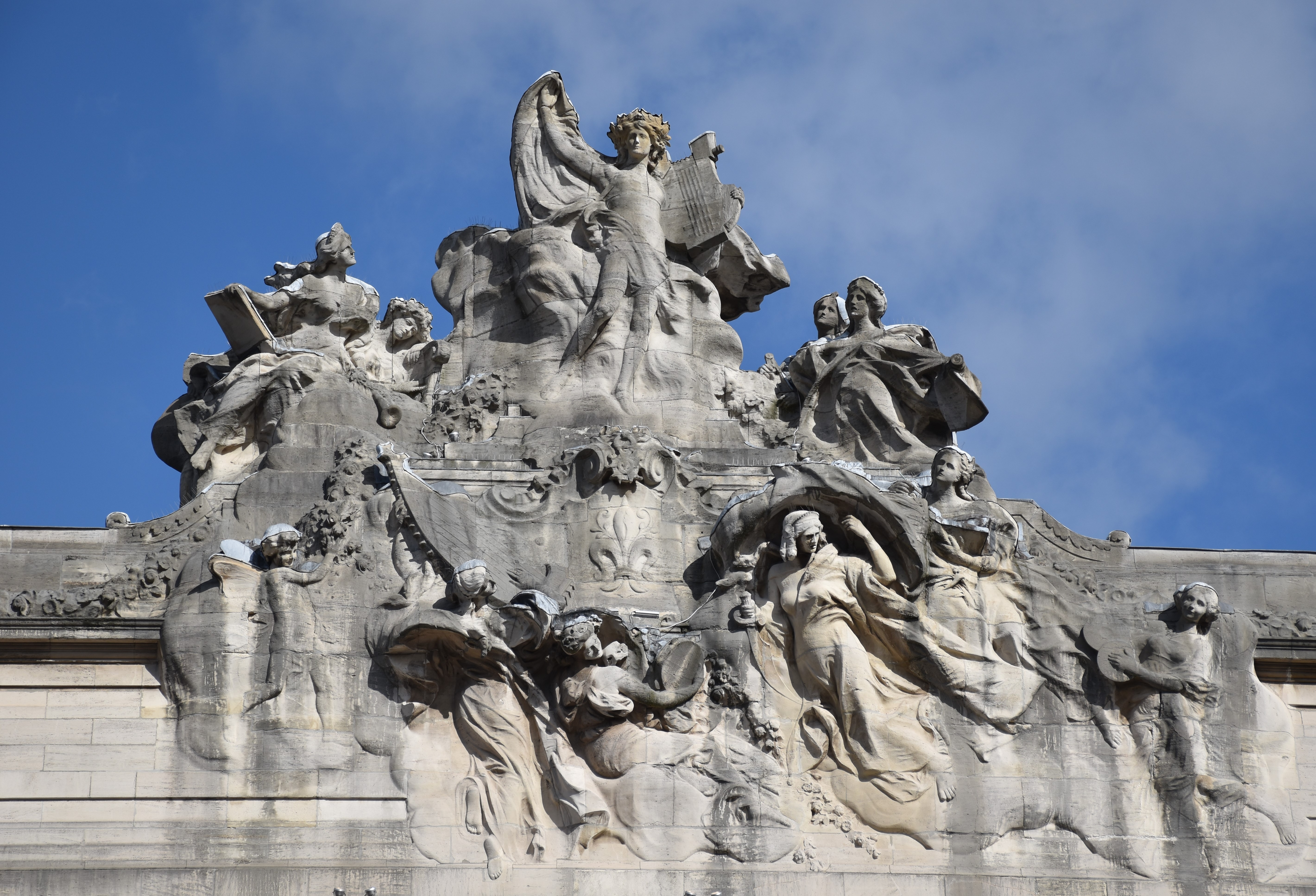
Аполлон и музы (1912), фронтон Лилльской оперы, Лилль
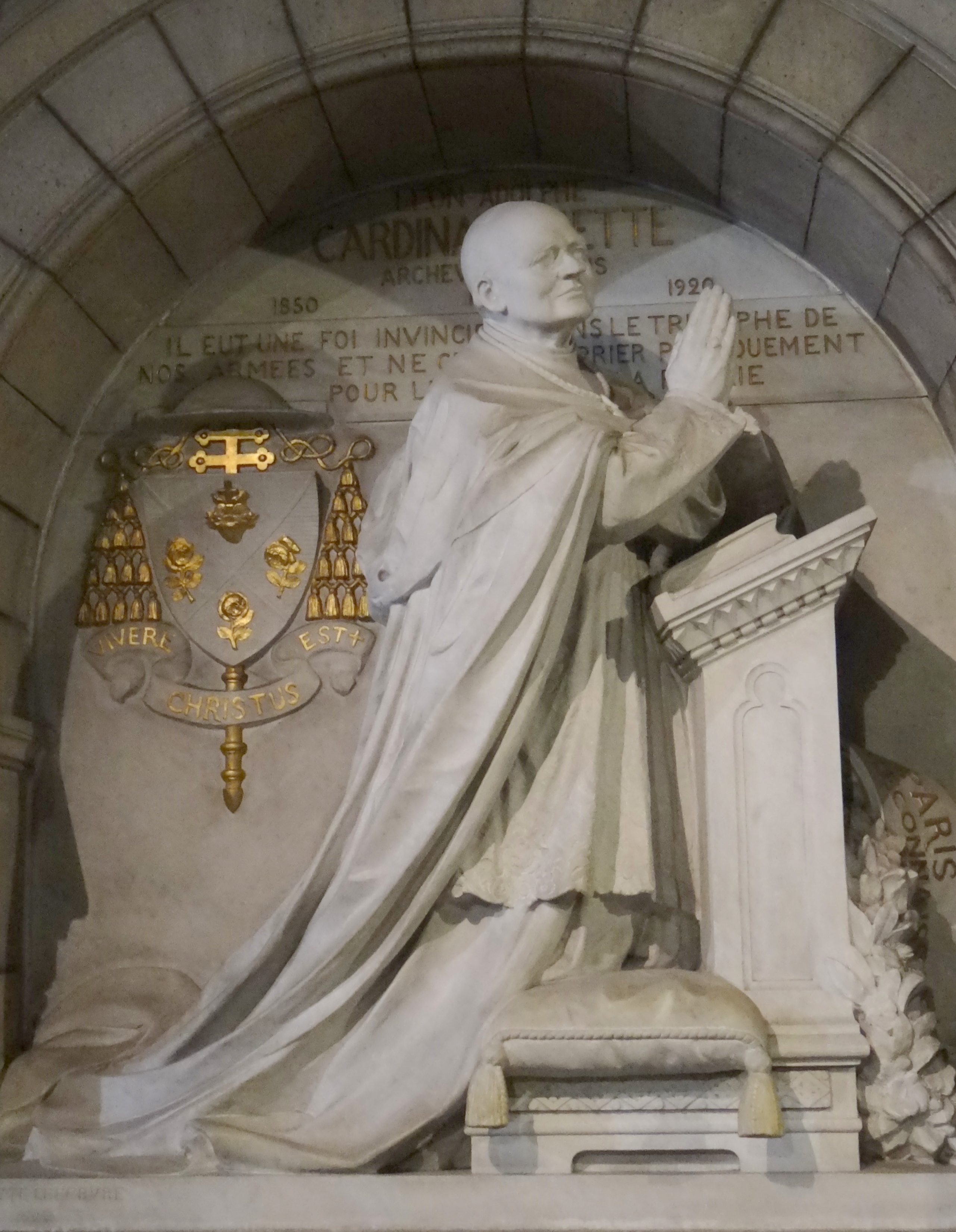
Надгробный памятник кардиналу  Аметту (1923), крипта базилики Сакре-Кёр на Монмартре, Париж
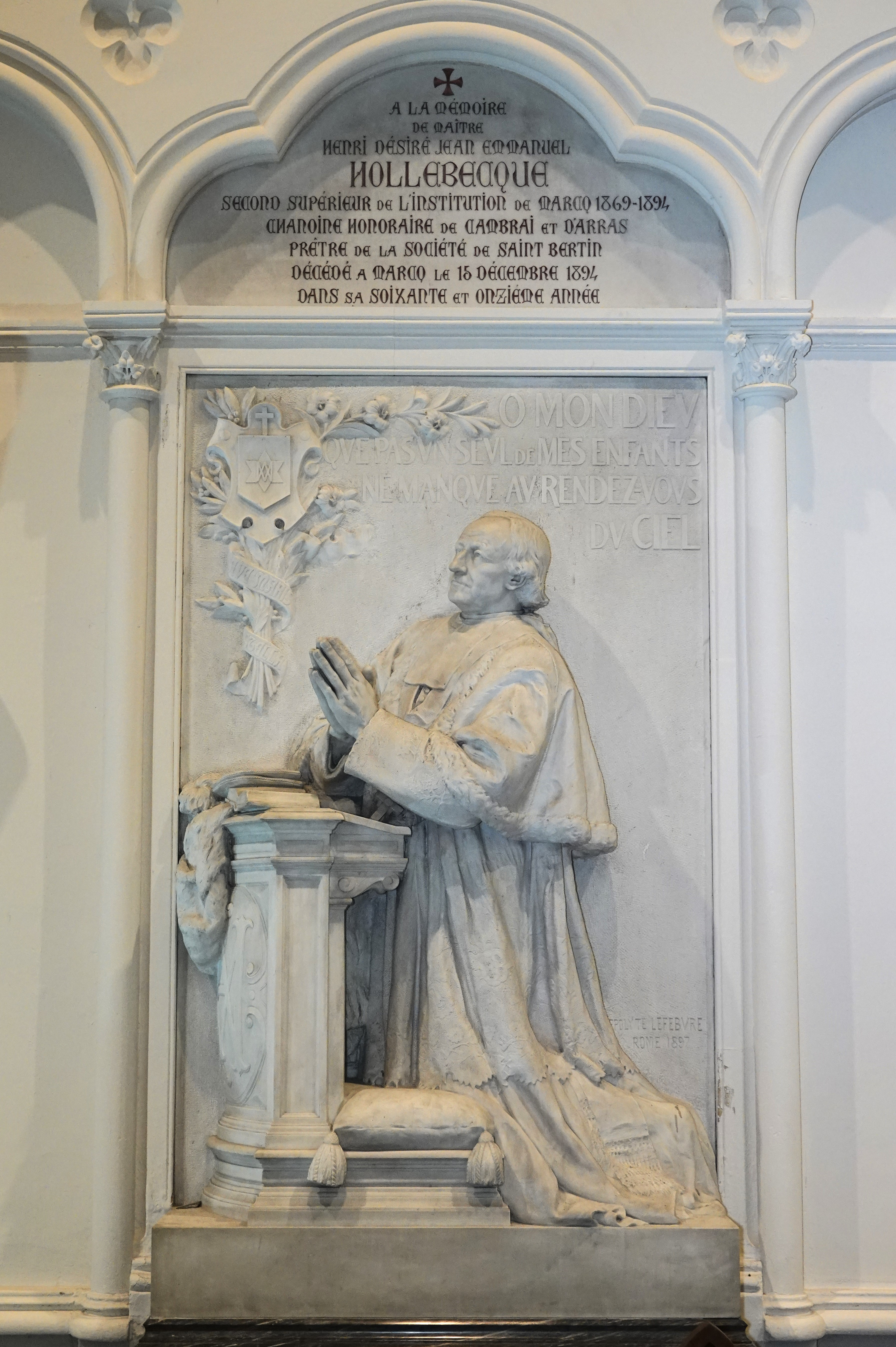
Надгробный памятник канонику Оллебеку (1897), Марк-ан-Барёль
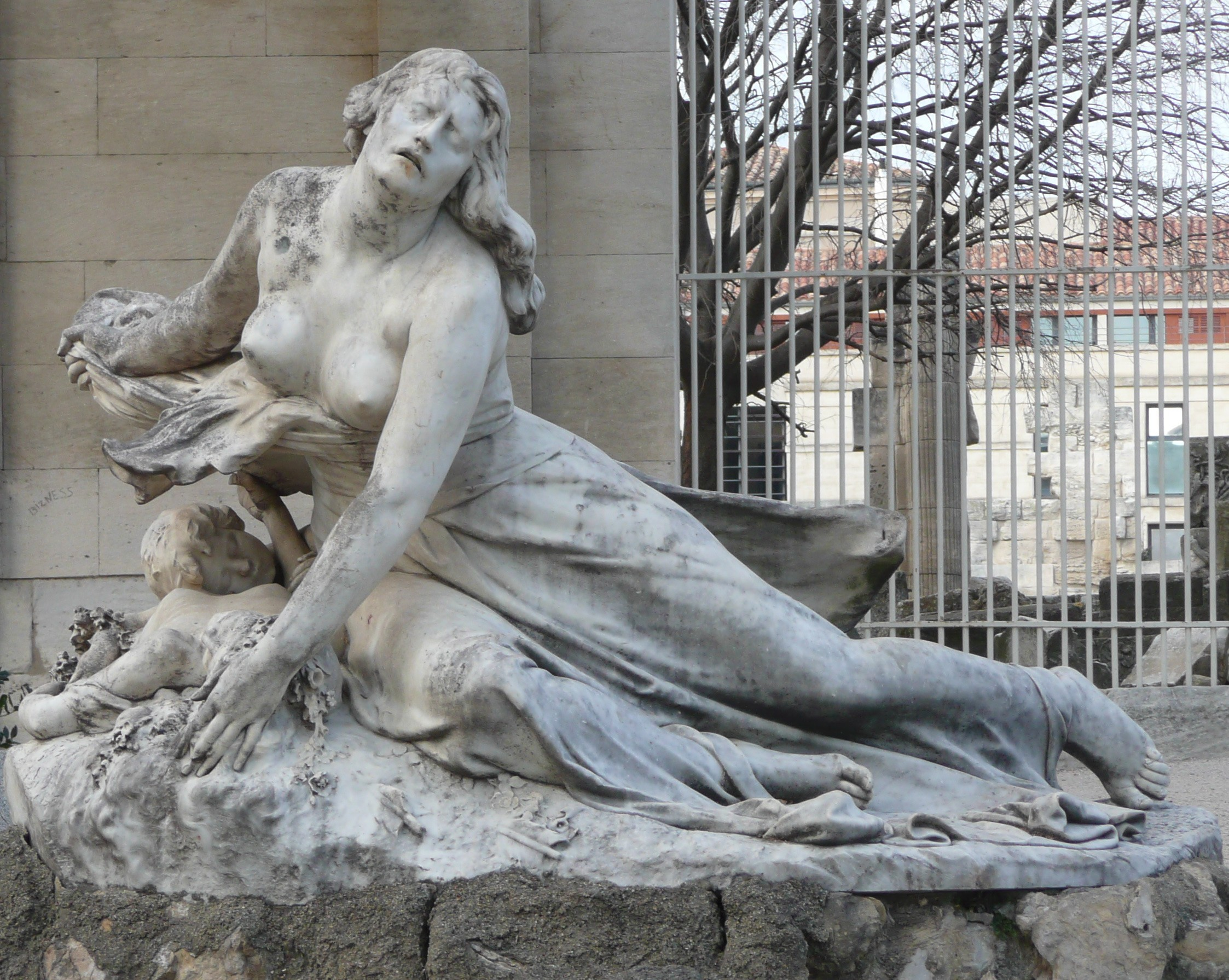
Ниоба, дочь Тантала (1897), Летний сад, Арль
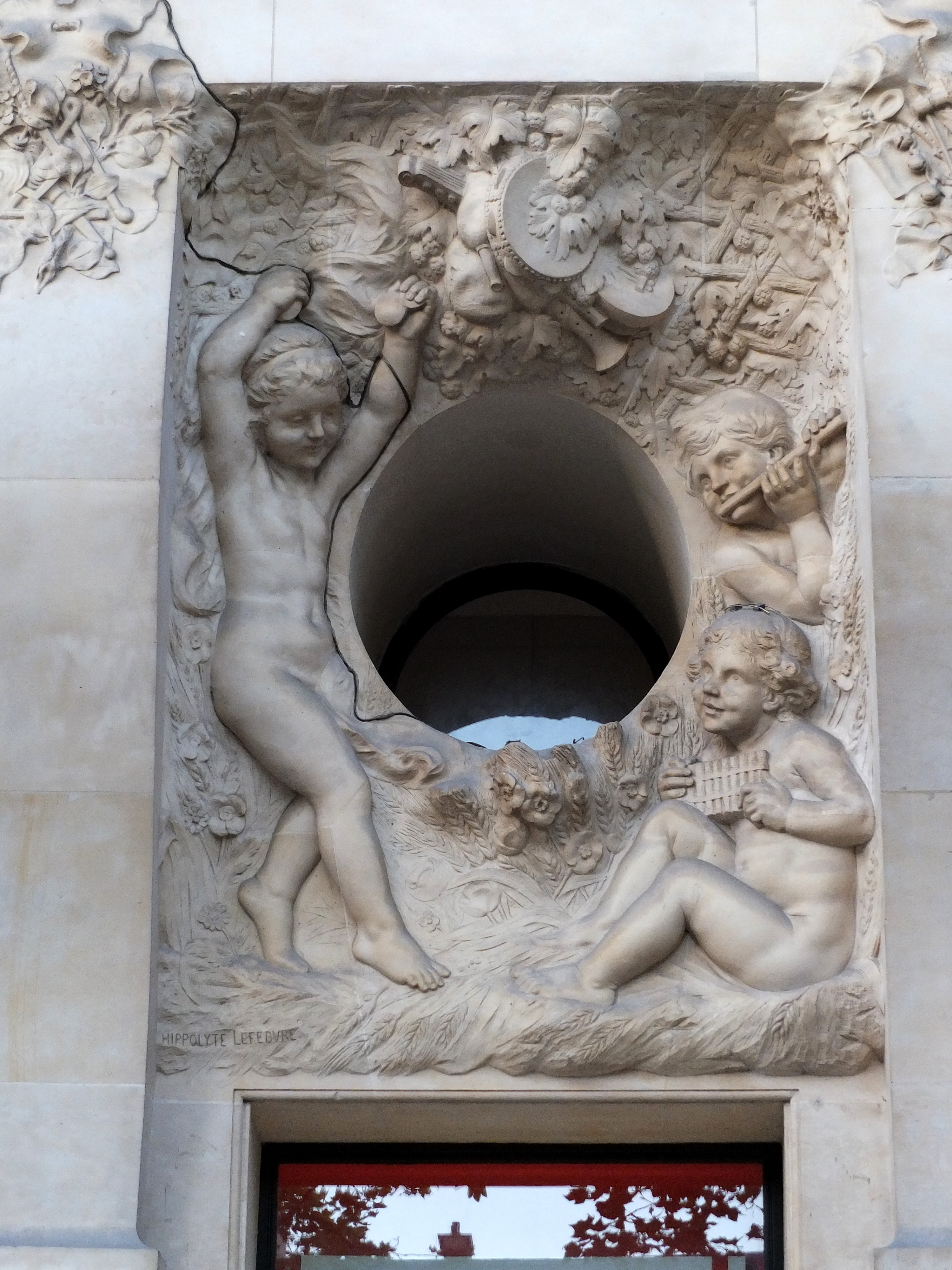
«Танец» (1898 г.), фасад отеля «Елисейский дворец» [5], Елисейские поля, Париж
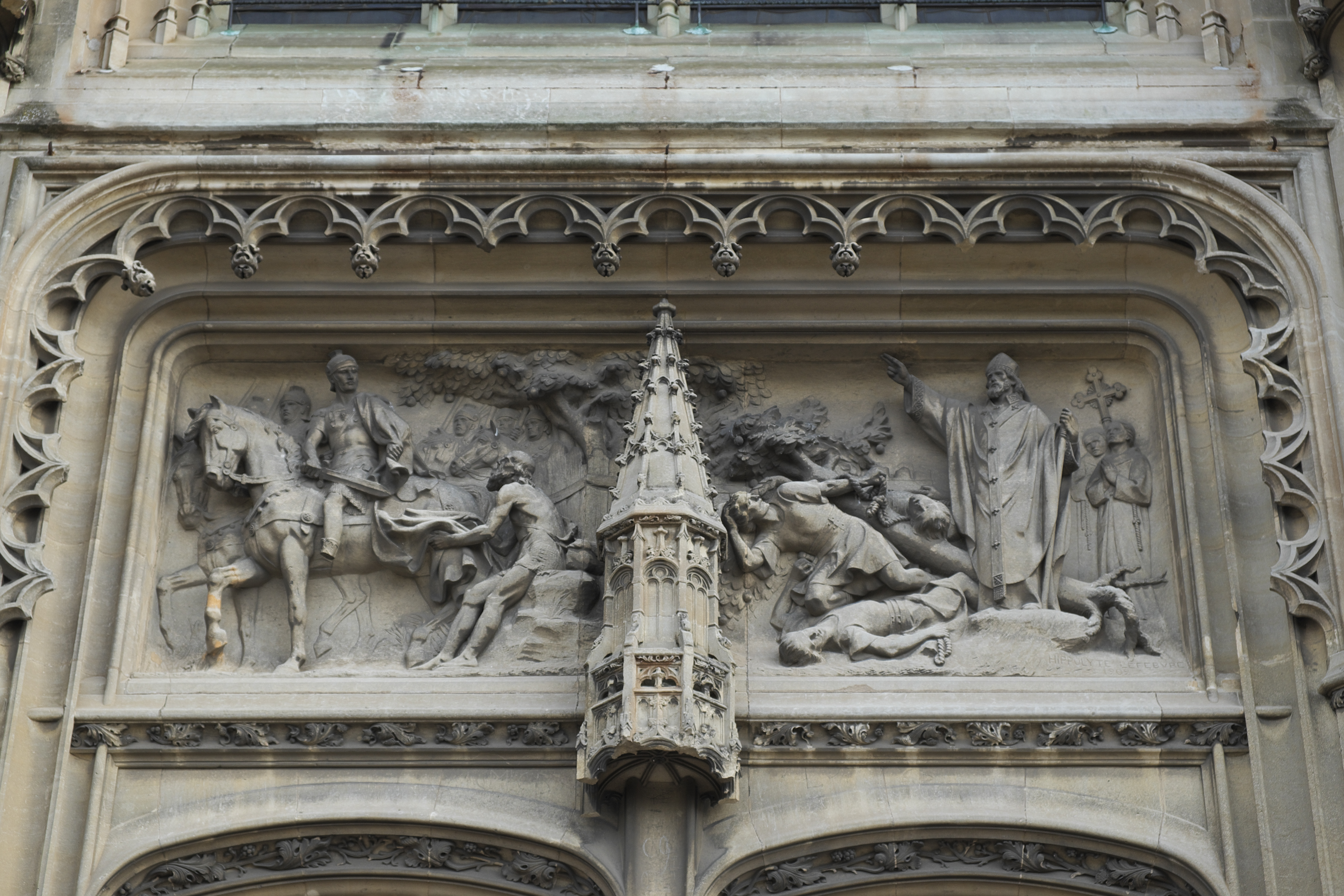
Западный портал церкви Святого Мартина в Монморанси (Валь-д’Уаз) с изображением сцен из жития Святого Мартина
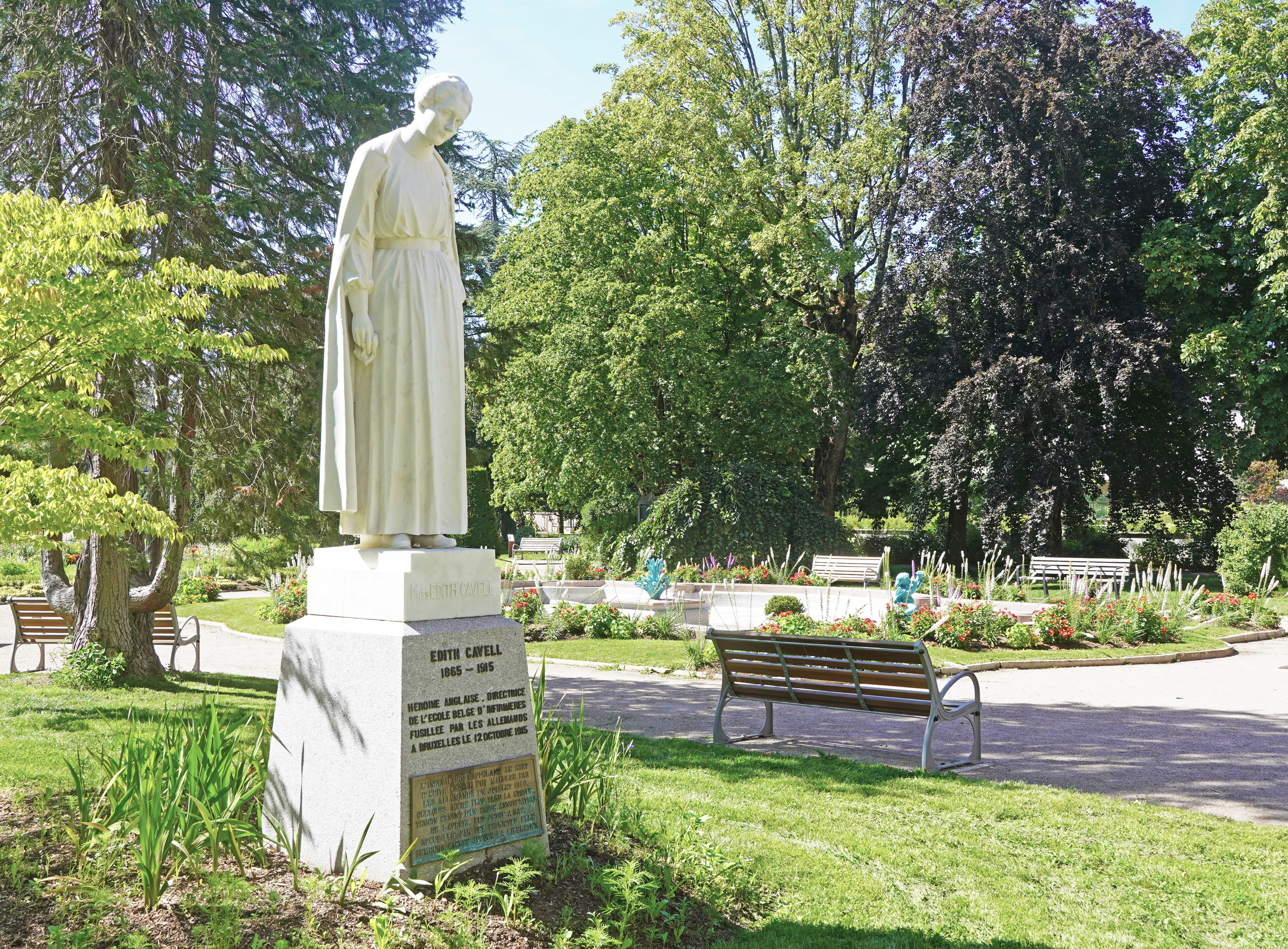
Памятник Эдит Кэвелл, Бельфор
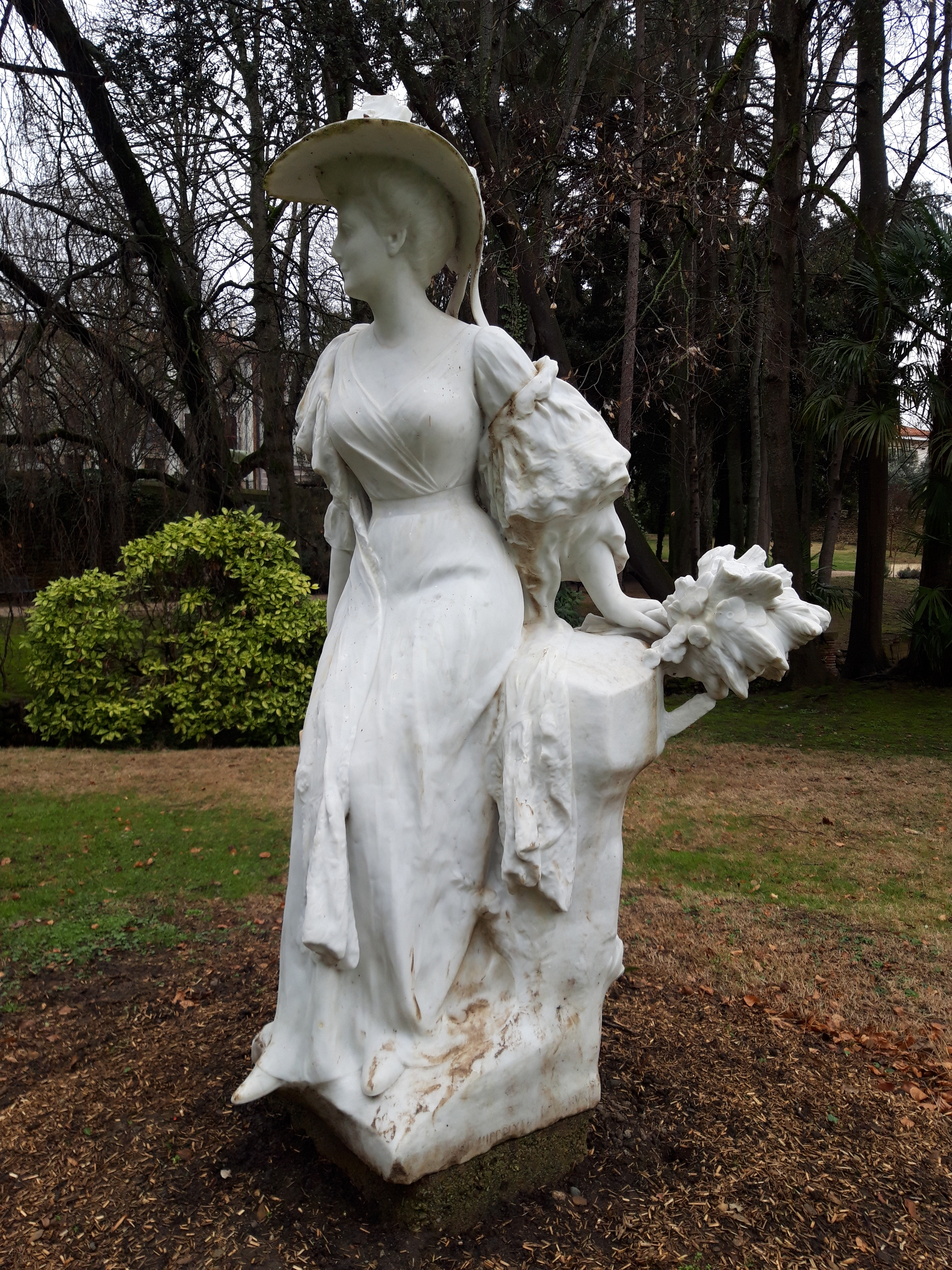
Девушка с зонтом, муниципальный парк Шалонж, Памье (Арьеж)
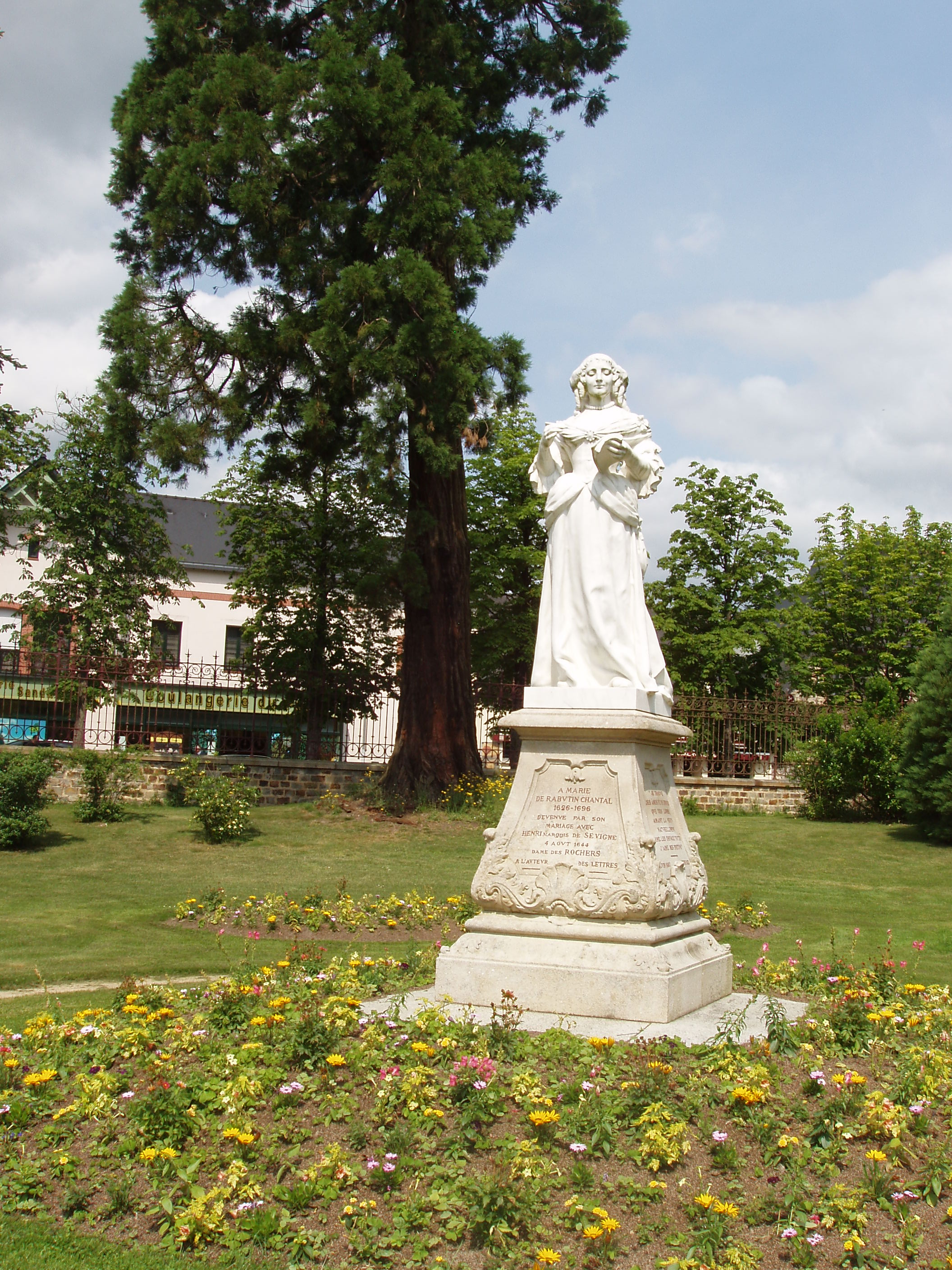
Памятник мадам де Севинье, городской сад «Парк», Витре (Иль и Вилен)